# قول‌ها (فیلم ۲۰۲۱)
قول‌ها یا وعده‌ها (به انگلیسی: Promises) یک فیلم عاشقانه و درام فرانسوی-ایتالیایی محصول سال ۲۰۲۱ به نویسندگی و کارگردانی آماندا استرز است که بر اساس رمانی به همین نام ساخته شده است. در این فیلم کلی رایلی، ژان رنو، پیرفرانچسکو فاوینو، کارا تئوبولد، دیپاک ورما، لئون هسبی و کریس مارشال به ایفای نقش پرداخته‌اند.

## تولید
فیلمبرداری اصلی در رم از مارس ۲۰۲۱ شروع شد و در ۲۲ آوریل به پایان رسید.